# Fiumi dell'Alberta

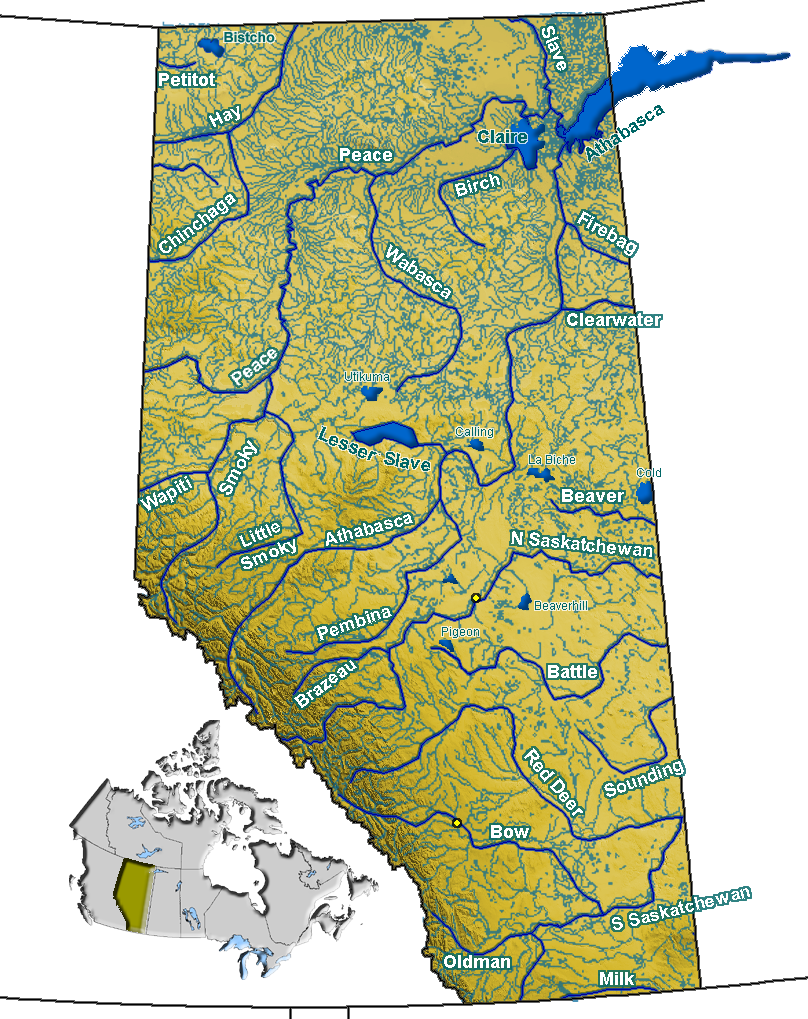
Fiumi dell’Alberta

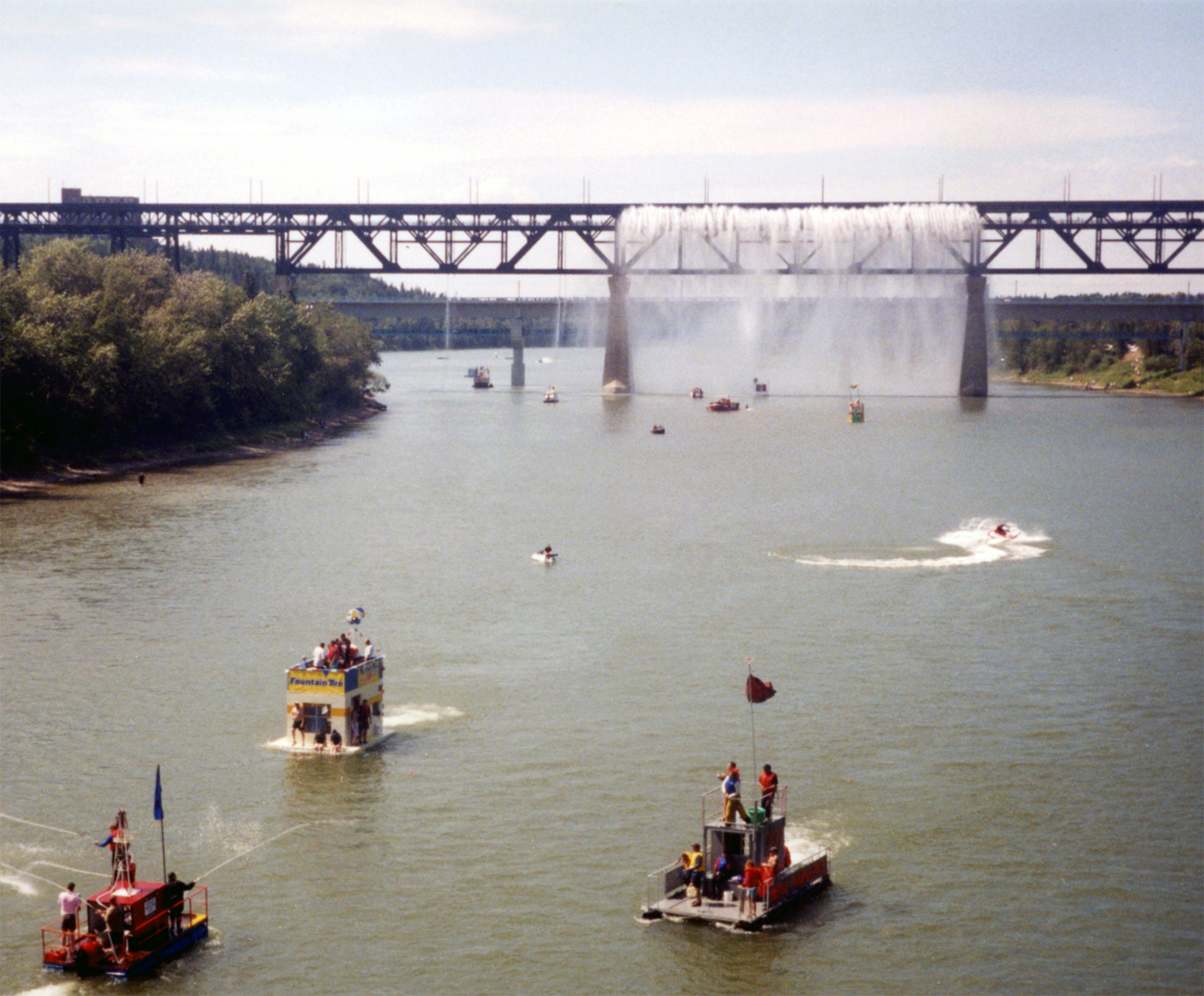
North Saskatchewan

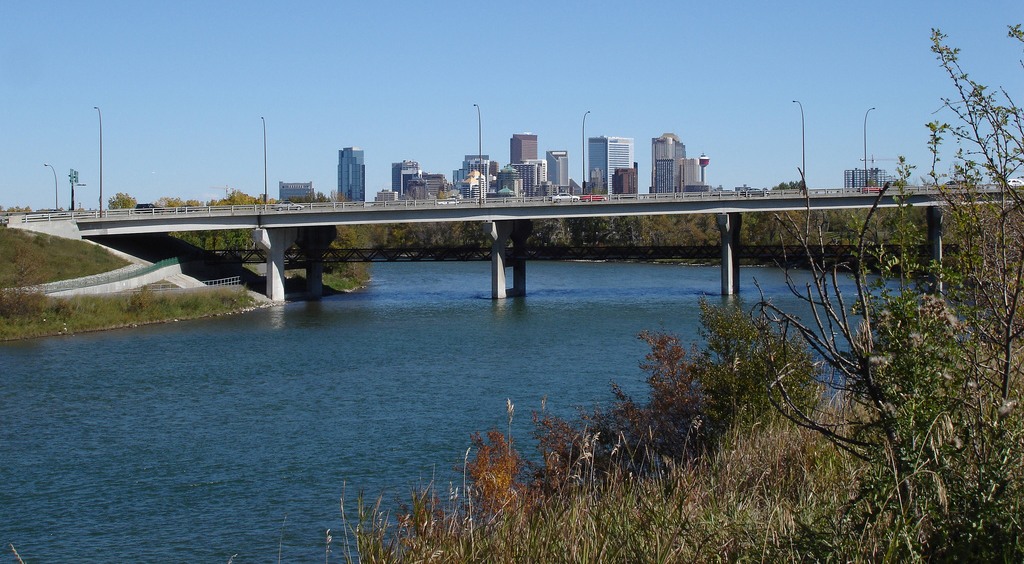
fiume Bow

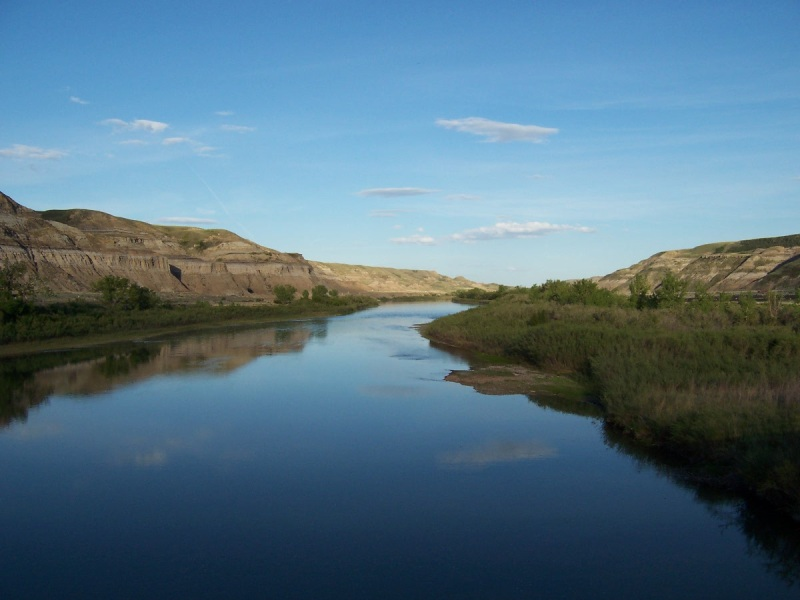
fiume Red Deer

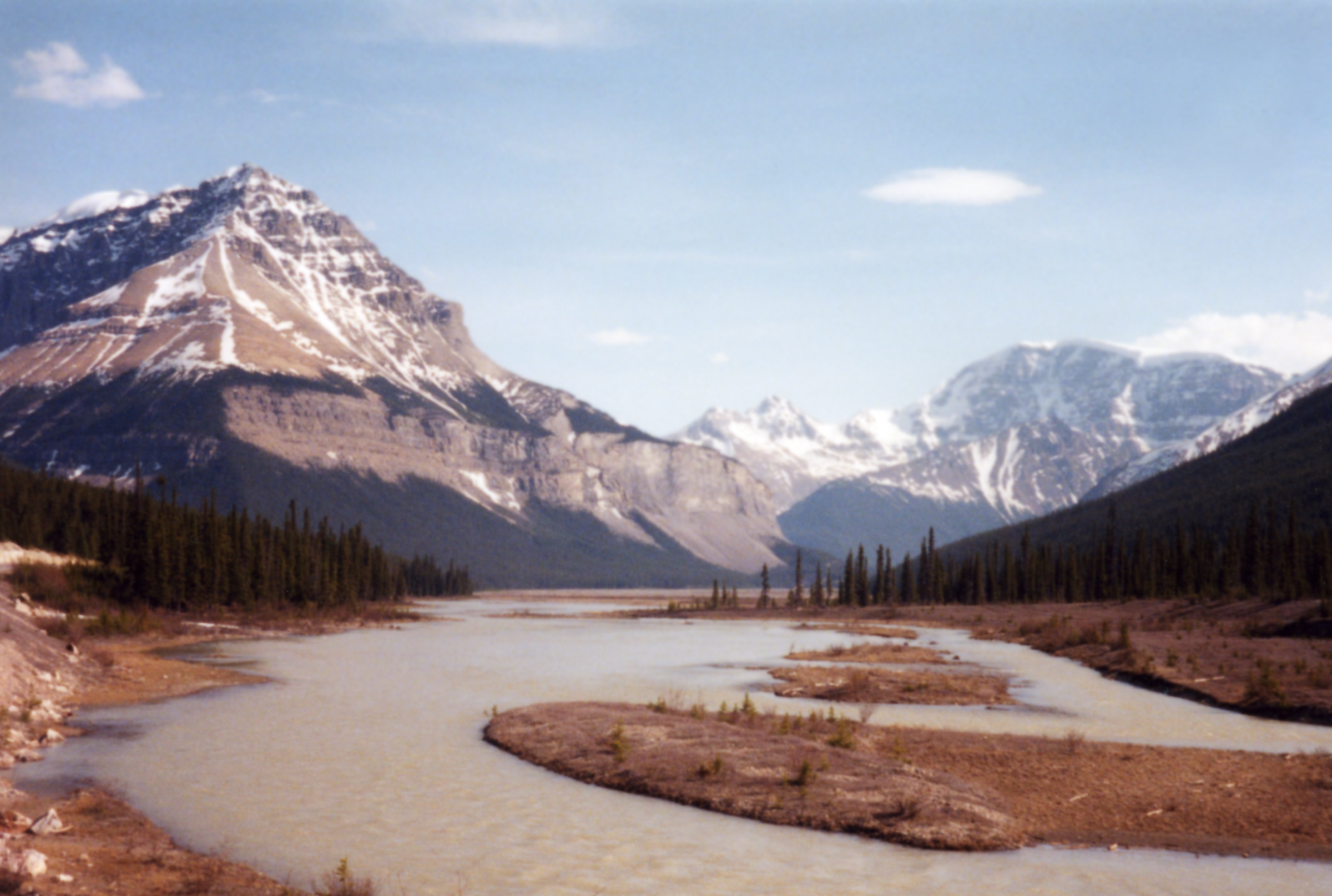
Fiume Athabasca

I fiumi dell'Alberta sono i fiumi che scorrono nella provincia canadese dell'Alberta. Possono essere divisi nei tre grandi bacini idrografici in cui confluiscono, quello dell'Oceano Artico, della Baia di Hudson e del Golfo del Messico.

## Lista dei principali fiumi

### Bacino dell'Oceano Artico
- fiume Athabasca
  - fiume Chaba
  - fiume Sunwapta
  - fiume McLeod
  - fiume Pembina
  - fiume Lesser Slave
  - fiume Clearwater
  - fiume Firebag
  - fiume La Biche

- fiume Peace
  - fiume Smoky
    - Kakwa
    - Wapiti

  - fiume Wabasca
  - Lago Claire

- fiume degli Schiavi
- fiume Hay

### Bacino della Baia di Hudson
- North Saskatchewan 
  - fiume Howse
  - fiume Mistaya
  - fiume Siffleur
  - fiume Cline
  - fiume Brazeau
  - fiume Vermilion
  - fiume Battle

- South Saskatchewan 
  - fiume Oldman
  - fiume Bow
    - Elbow
    - Highwood

  - fiume Red Deer

- Beaver
  - fiume Sand

### Bacino del Golfo del Messico
- fiume Milk, affluente del fiume Missouri